# Способы и устройства для разрушения ледяного покрова
Для разрушения ледяного покрова существуют механические, теплофизические, химические и другие способы разрушения ледяного покрова различного рода нагрузками.

## Теплофизические способы
Сущность теплофизических способов заключается в повышении альбедо льда путём нанесения зачерняющих веществ.

## Механические способы
Заключаются в нагружении ледяного покрова внешними нагрузками в виде ледоколов, ледокольных приставок и подрывом взрывчатых веществ.
Одним из них является разработанный Козиным В. М. резонансный метод разрушения ледяного покрова. Примером использования этого метода служит движение нагрузки по ледяному покрову, создающей систему изгибных гравитационных волн (ИГВ) — сочетание изгибных колебаний пластины льда и связанных с ними гравитационных волн в воде. Когда скорость нагрузки близка к минимальной фазовой скорости от ИГВ, вода прекращает поддержку ледяного покрова и поддержка осуществляется только за счёт упругих свойств льда. Амплитуда ИГВ резко возрастает, и при достаточной нагрузке, начинается разрушение.

## Химические способы
Осуществляются путём нанесения на поверхность льда хлоридов кальция (соли) с целью понижения его температуры плавления.